# Grand Prix Hydraulika Mikolášek
Der Grand Prix Hydraulika Mikolášek oder kurz GP Hydraulika Mikolášek war ein Eintagesrennen im Straßenradsport, das zwischen 2005 und 2010 jährlich in der Slowakei ausgetragen wurde. Bei der Erstaustragung trug das Rennen den Namen Grand Prix Jamp oder kurz GP Jamp. Das Rennen war Teil der UCI Europe Tour in der Kategorie 1.2.

## Sieger
| Jahr | Gewinner        | Zweiter               | Dritter         |
| ---- | --------------- | --------------------- | --------------- |
| 2005 | Andrei Misurow  | Alexander Djatschenko | Andrej Omulec   |
| 2006 | Jure Golčer     | Radosław Romanik      | Radoslav Rogina |
| 2007 | Marcin Sapa     | Grzegorz Żołędziowski | Kristjan Fajt   |
| 2008 | Péter Kusztor   | Davide D’Angelo       | Dominik Nerz    |
| 2009 | abgesagt        | abgesagt              | abgesagt        |
| 2010 | Alois Kaňkovský | Petr Benčík           | Pavol Polievka  |